# TV Digital
TV Digital (Die Eigenschreibweise des Verlags ist „TV DIGITAL“) ist eine Programmzeitschrift mit 14-täglicher Erscheinungsweise.
Laut „Informationsgemeinschaft zur Feststellung der Verbreitung von Werbeträgern“
(IVW 4/2024) werden 711.642 Exemplare verkauft, die Reichweite betrug laut Media-Analyse 2010 3,4 Millionen Leser. Gemessen an den Verkaufszahlen ist TV Digital, nach der Programmzeitschrift tv14, auf Platz zwei der deutschen Programmzeitschriften.
Die Erstausgabe erschien am 26. März 2004. Herausgegeben wurde die Zeitschrift in den ersten zehn Jahren von der Axel Springer AG; diese hat sie zum 1. Januar 2014 an die Funke Mediengruppe verkauft.
Die ersten beiden Hefte erschienen zum Preis von 0,50 Euro und erreichten eine Auflage von 593.000 und 539.000 Exemplaren. Zum regulären Preis von 1,40 Euro (Stand: Juni 2004) wurden nur noch etwa 200.000 Ausgaben verkauft.

## Vorgeschichte
Im Jahr 2003 hatte der damalige Premiere-Deutschland-Chef Georg Kofler die Idee, eine gemeinsame Programmzeitschrift für das Pay-TV und das Free-TV herauszubringen, um das kostspielige Premiere-eigene Magazin abzulösen und damit Kosten zu senken. Nachdem der damalige Name „TV Komplett“ noch während der Auslieferung der ersten Ausgabe gerichtlich verboten wurde, wurde das Magazin übergangsweise „TV Kofler“ genannt.
Durch die spätere Ausrichtung auf Digital-TV im generellen Sinne verkaufte man das Magazin an den Axel Springer Verlag.

## Konzept
Besonderheit des Magazins ist, dass es in sieben Ausgaben erscheint, die auf verschiedene Programmangebote zugeschnitten sind: Sky, Sky Satellit, Entertain, Vodafone / Kabel Deutschland, unitymedia und Österreich; außerdem gibt es eine XXL-Ausgabe, die mehrere Anbieter umfasst. Alle Ausgaben enthalten das Programm der wichtigsten Free-TV-Sender.
Der Programmteil hat folgendes Schema: Auf einer Doppelseite werden die Spielfilm-Highlights sowie die Highlights aus den Bereichen Sport, Serie, Show, Doku & Info sowie Kinder vorgestellt. Danach folgen auf je zwei Doppelseiten die frei empfangbaren Sender und auf drei Doppelseiten die Pay-TV-Sender. Ein Filmplaner A-Z auf vier Doppelseiten am Ende des Listings informiert über die Sendetermine aller Spielfilme im Programmzeitraum.
Der Schwerpunkt von TV Digital liegt bei allen Kanälen (Print und Online) auf der Präsentation von Blockbusterfilmen und Filmen mit hoher Publikumsresonanz. Über andere Filme, Serien und Sender wird verkürzt oder gar nicht informiert.